# Wigerich
Wigerich, auch Widericus, Windericus, Widiacus (* um 870; † vor 922) war ein frühmittelalterlicher Graf im Herzogtum Lothringen. Er gilt als Stammvater der Ardennergrafen (Wigeriche) und ist als erster Pfalzgraf von Lothringen greifbar.

## Besitzungen
Wigerich (Widiacus) wird 899 als wichtiger Graf (comes venerabilis) erwähnt in einem in Trier ausgestellten Königsbrief Zwentibolds.
Er hatte gräfliche Befugnis über die Stadt Trier, wie sich aus einer Urkunde Ludwigs des Kindes vom 19. September 902 ergibt.
Außerdem war er 902 und 909 Graf im Bidgau und ab 915/916 Pfalzgraf von Lothringen, wie eine in der Pfalz zu Herstal erstellte Urkunde von Karl dem Einfältigen belegt. Damit erlangte Wigerich auch Kontrollbefugnisse über die für Krönungen bedeutende Königspfalz Aachen. Allerdings wurde Heinrich I., der in seiner Amtszeit das ostfränkische Königtum erlangte, nicht in Aachen gekrönt, sondern in Fritzlar zum König erhoben, da seinerzeit dessen politischer Rivale, der Karolinger Karl der Einfältige, als westfränkischer König – abweichend vom Vertrag von Ribemont – von 911 bis 923 die Gewalt über Lothringen hatte.
Ferner besaß Wigerich die Vogteien über die Sankt-Rumoldusabtei in Mechelen (als Lehen der Bischof von Lüttich) und das Kloster von Hastière, die ihm und seinem Sohn Adalberon durch eine zwischen 911 und 915 erstellte Urkunde Karls des Einfältigen bestätigt wurden.

## Familie
Wigerich war Bruder des Abtes Friedrich von Gorze und Verdun (Saint Vanne). Vielleicht war Wigerich ein Sohn des Grafen Odacar (Ardennergau, Bidgau und Bliesgau), einem Parteigänger Karls des Einfältigen.
Wigerich war verheiratet mit Kunigunde (* 890/895), einer Enkelin Ludwigs des Stammlers und vielleicht einer Tochter von Reginar I. von Hennegau (Reginare).
Er gründete die Abtei von Hastière, wo er wahrscheinlich auch beerdigt wurde.
Kinder von Wigerich und Kunigunde sind:
- Gozelo (* um 914, † 19. April 942); ⚭ 930 Uda (* 905, † 10. April 963), Tochter des Grafen Gerhard (Matfriede)
- Adalbero I. (* 910, † 26. April 962), Bischof von Metz 929–962
- Siegfried I. (* 915/917, † 26. Oktober 997), Graf im Moselgau
- Friedrich I. (* 912, 17. Juni 978), Graf von Bar und 959 Herzog von Oberlothringen
- Giselbert, Graf im Ardennergau.

Oft werden auch als Kinder von Wigerich angesehen:
- Liutgard (* 915, bezeugt am 8. April 960[6]); ⚭ I Adalbert († 944) Graf von Metz (Matfriede); ⚭ II Eberhard von Egisheim / Eberhard IV., Graf im Nordgau († 972/973)
- ihr Bruder Heinrich (erwähnt 970).[7]

Es sind anscheinend Kinder eines Wigerich, Sohn von Roric, bezeugt im Gebiet von Graf Wigerich (diese zwei „Wigeriche“ werden 909 als Zeitgenossen zitiert im Bidgau).